# Ronald Brown
Ronald Brown   (Washington DC, 1 d'agost de 1941 - Dubrovnik, 3 d'abril de 1996) va ser un polític estatunidenc.
Membre del Partit Demòcrata, va ser secretari de Comerç entre 1992 i 1996 a l’administració del president Bill Clinton.

## Biografia
El 1976, Brown havia estat ascendit a director executiu adjunt de programes i afers governamentals de la National Urban League. No obstant això, va dimitir l'any 1979 per treballar com a director adjunt de campanya del Senador Edward M. Kennedy que va sol·licitar la nominació presidencial del Partit Demòcrata.
Brown va ser contractat l'any 1981 pel despatx d'advocats Patton Boggs de Washington, DC com a advocat i lobista.
El maig de 1988, Brown va ser nomenat per Jesse L. Jackson per dirigir l'equip de la convenció de Jackson a la Convenció Nacional Demòcrata a Atlanta. Brown va ser nomenat juntament amb diversos altres experts del partit a l'operació de convenció de Jackson. Al juny, era evident que Brown també dirigia la campanya de Jackson.
En un viatge oficial, va morir en l’accident del Boeing 737 de la Força Aèria dels EUA que el transportava i que va perdre l'aproximació a l'aeroport de Dubrovnik a Croàcia. L'aproximació a l'aeroport mal equipat va tenir lloc poc abans de les 15.00 hores durant una violenta tempesta, que va provocar que l'avió derivés 7° i s'estavellés contra una de les muntanyes circumdants. No hi va haver supervivents.